# Wolfgang Schreck (Radsportler)
Wolfgang Schreck (* 25. Juli 1950) ist ein ehemaliger deutscher Radrennfahrer.

## Sportliche Laufbahn
Schreck war im Straßenradsport und im Bahnradsport in der DDR aktiv. Er startete für den SC Turbine Erfurt. Mit dem Radsport begonnen hatte er im Verein BSG Motor Weimar. 1969 gewann er innerhalb der Serie von Vorbereitungsrennen auf die Internationale Friedensfahrt das Einzelzeitfahren in Bad Schmiedeberg. Mit der Nationalmannschaft bestritt er 1972 die Belgien-Rundfahrt für Amateure und wurde dort 45. In der DDR-Rundfahrt 1973 wurde er 30. der Gesamtwertung, 1972 beendete er die Rundfahrt nicht.
Auf der Bahn wurde er 1972 Vizemeister der DDR in der Einerverfolgung hinter Ronald Spliesgardt, 1973 hinter Wolfgang Lötzsch.

## Berufliches
Nach seiner aktiven Karriere arbeitete Schreck als Trainer im Radsport. Zu seinen Sportlern gehörte der spätere Weltmeister in der Einerverfolgung Detlef Macha. Im Deutscher Radsport-Verband der DDR war er als Nationaltrainer für die Verfolger tätig. Im Jahr 1990 gründete mit Ralf Rüdiger Falk das Unternehmen „Ra-Co“ für Fahrradkomponenten in Erfurt.

## Familiäres
Sein Sohn Stephan Schreck war als Radprofi im Team Telekom aktiv.